# Chade da Mércia
Chade (em inglês antigo: Ceadda; séc. VII, Nortúmbria - 2 de março de 672, Lichfield, Staffordshire) foi um proeminente monge anglo-saxão do século VII. Ele foi um abade, bispo dos nortumbrianos e depois bispo dos mercianos e do povo lindsey. Após sua morte, ele foi conhecido como um santo.
Ele era irmão do bispo Ceda, também um santo. Ele aparece fortemente na obra do Venerável Beda e é creditado, junto com o bispo Vilfrido de Ripon, por introduzir o Cristianismo no reino da Mércia.